# Aimulosia antarctica
Aimulosia antarctica är en mossdjursart som först beskrevs av Powell 1967.  Aimulosia antarctica ingår i släktet Aimulosia och familjen Buffonellodidae. Inga underarter finns listade i Catalogue of Life.